# Endohyalina rappii
Endohyalina rappii är en lavart som först beskrevs av Imshaug ex R.C. Harris, och fick sitt nu gällande namn av Marbach 2000. Endohyalina rappii ingår i släktet Endohyalina och familjen Caliciaceae.   Inga underarter finns listade i Catalogue of Life.